# Guillermo León Valencia
Guillermo León Valencia Muñoz (Popayán, 27 de abril de 1909 — Nova Iorque, 4 de novembro de 1971) foi um advogado, jornalista e político colombiano. Foi o presidente de seu país entre 1962 e 1966.